# R4M
R4M (Tyska: Rakete, 4Kilogramm, Minenkopf) var en tysk jaktraket som utvecklades och användes under andra världskriget. R4M utvecklades som ett alternativ till de allt tyngre automatkanoner som Luftwaffe utrustade sina jaktplan med för att kunna skjuta ned tunga amerikanska bombplan som B-17 och B-24. Den vanliga 20 mm automatkanonen MG 151/20 som kunde installeras i vingarna på Focke-Wulf Fw 190 eller i automatkanonkapslar under vingarna på Messerschmitt Bf 109 hade nackdelen att det krävdes i medel tjugo träffar för att skjuta ned ett bombplan, med ökande defensiv beväpning på bombplanen blev det svårare att hinna med att få in så många träffa i målet innan anfallet måste avbrytas och påbörjas på nytt på grund av den defensiva elden från bombplanet. Den tyngre 30 mm automatkanonen MK 108 behövde i jämförelse bara omkring fyra träffar för att förstöra ett bombplan men på grund av sin låga mynningshastighet var jaktpiloterna tvungna att flyga farligt nära sitt mål för att träffa. Den ännu tyngre 30 mm automatkanonen MK 103 gav visserligen bättre räckvidd men kombinerat med en låg eldhastighet och sänkte jaktplanets prestanda så mycket att det blev ett lätt byte för eskortjaktplanen. En lösning på problemet blev att ersätta automatkanonerna med fastbränsleraket med lite diameter men med tillräckligt tung stridsspets för att förstöra ett bombplan med en träff. Även om varje raket var tyngre än en motsvarande granat reducerade avsaknaden av kanon den totala vikten betydligt. Viktskillnaden var så stor att till och med en raket med tyngre stridsspets och längre räckvidd blev lättare än kanonen den ersatte.

## Panzerblitz
Samma raket som användes i arméns Panzerschreck raketgevär användes av Luftwaffe som attackraket mot mål som stridsvagnar, då dessa raketer hade en mycket begränsad räckvidd sökte Luftwaffe efter en ersättare. Genom att kombinera stridsspetsen med riktad sprängverkan från Panzerschreck-raketen, med raketmotorn från den beprövade R4M skapades Panzerblitz II. Raketen kunde slå igenom pansartjocklekar mellan 160 mm och 220 mm beroende på anslagsvinkel. Raketen togs i bruk i december 1944.
| Diameter        | 88 mm   |
| Längd           | 815 mm  |
| Vikt            | 5,37 kg |
| Stridsspetsvikt | 2,1 kg  |
| Maxhastighet    | 369 m/s |
| Räckvidd        | 1200 m  |